# Incident de Kyūjō
L'incident de Kyūjō (宮城事件, Kyūjō jiken) est une tentative de coup d'État militaire qui s'est déroulée au Japon durant la nuit du 14 au 15 août 1945 juste avant l'annonce de la capitulation japonaise. L'acte est mené par des officiers du ministère de la Guerre et de la garde impériale afin d'empêcher le gouvernement japonais d'accepter les conditions des Alliés menant à la capitulation du Japon.
Durant l'action, les meneurs tuent le lieutenant général Takeshi Mori, commandant de la 1re division de la garde impériale et tentent d'occuper le palais impérial de Tokyo. Dans le même temps, la 2e brigade d'infanterie de la garde impériale tente de placer l'empereur du Japon Hirohito en résidence surveillée. Cependant, après le refus de l'armée du district de l'Est et du haut commandement de l'armée impériale japonaise de se rallier aux mutins, les meneurs abandonnent et se suicident. Immédiatement après, le gouvernement japonais annonce la capitulation.

## Contexte

### La décision d'accepter la déclaration dePotsdam
Le 9 août 1945, le gouvernement japonais, en réaction aux bombardements atomiques de Hiroshima et Nagasaki, à la déclaration de guerre de l'Union soviétique et à la perte annoncée des territoires qu'il contrôle encore, décide d'accepter les termes de la déclaration de Potsdam. Le même jour, le Conseil suprême de guerre ouvre une session. Durant le conseil, le Premier ministre du Japon Kantarō Suzuki, le ministre de la Marine Mitsumasa Yonai et le ministre des Affaires étrangères Shigenori Tōgō suggèrent à l'empereur Hirohito d'accepter les conclusions de la déclaration de Potsdam et de se rendre sans conditions.
Après la fermeture de la session, le Premier ministre convoque une nouvelle fois le Conseil suprême de guerre, cette fois-ci en tant que Conférence impériale à laquelle assiste l'empereur. Commencée le 10 août à minuit, la Conférence se tient dans un abri souterrain. L'empereur approuve l'avis du ministre des Affaires étrangères et la communication aux Alliés est faite par les envoyés japonais en Suisse et en Suède.

### Agitation au sein de l'armée
Le ministère de la Guerre apprend la décision de la Conférence, ce qui provoque une violente réaction de la part des officiers qui avaient l'intention de résister jusqu'à la mort. À neuf heures du matin, lors d'une session au ministère, les officiers se plaignent au ministre de la Guerre Korechika Anami et n'écoutent pas ses explications. Le 12 août vers minuit, une radio de San Francisco (KGEI) rapporte la décision japonaise et suggère de transférer la souveraineté japonaise aux forces alliées, ce qui est considéré par le ministre japonais des Affaires étrangères comme une simple restriction de la souveraineté mais qui s'apparente pour les militaires à de l'esclavage. À trois heures du matin, le conseil de la maison impériale du Japon accepte la reddition du Japon. Pour le Conseil suprême de guerre, la préoccupation principale est la protection du Kokutai no hongi (identité nationale). Après toutes ces procédures, des officiers de l'armée, soucieux de protéger le kokutai no hongi, décident de la nécessité d'un coup d'État. À ce moment, des troupes étaient déjà prêtes à Tokyo.

## L'incident de Kyūjō

### Préparation

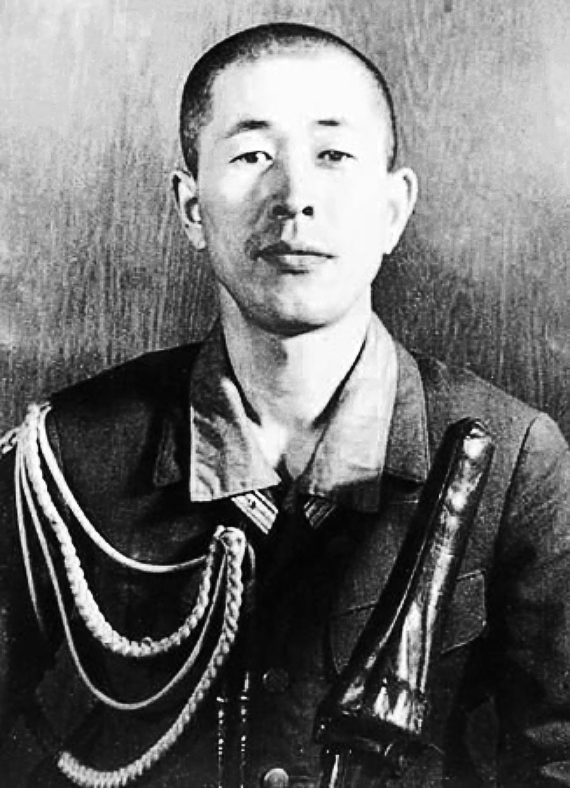
Kenji Hatanaka, 33 ans, le meneur du coup d'État.

Dans la nuit du 12 août 1945, le major Kenji Hatanaka, les lieutenants-colonels Masataka Ida, Masahiko Takeshita (le beau-frère d'Anami), Inaba Masao et le colonel Okikatsu Arao, chef de la section des Affaires militaires, demandent au ministre de la Guerre Korechika Anami (« la personne la plus puissante au Japon après l'empereur lui-même ») de faire son possible pour empêcher l'acceptation de la déclaration de Potsdam. Le général Anami refuse alors de dire s'il compte aider ces jeunes officiers dans un acte de trahison. Hatanaka et les autres décident donc de préparer un coup d'État eux-mêmes. Du 13 au 14 août, Hatanaka recherche des alliés au sein du ministère et perfectionne son plan.
Dans la nuit du 13 au 14 août, peu de temps après la Conférence impériale, un groupe d'officiers supérieurs dont Anami se réunissent dans une pièce voisine. Le groupe était préoccupé par la possibilité d'un coup d'État pour empêcher le gouvernement de capituler - certaines des personnes présentes sont aujourd'hui considérées comme prêtes à en provoquer un. Après un silence, le général Torashirō Kawabe propose de signer un accord approuvant la décision de capitulation - « L'armée agira conformément à la dernière décision impériale ». Il est alors signé par toutes les personnes présentes dont Anami, Hajime Sugiyama, Yoshijirō Umezu, Kenji Doihara, Torashirō Kawabe, Masakazu Kawabe et Tadaichi Wakamatsu. « Cet accord écrit par la plupart des officiers supérieurs de l'armée, ajouté à l'annonce d'Anami, est une défense formidable contre toute tentative de coup d'État à Tokyo ».

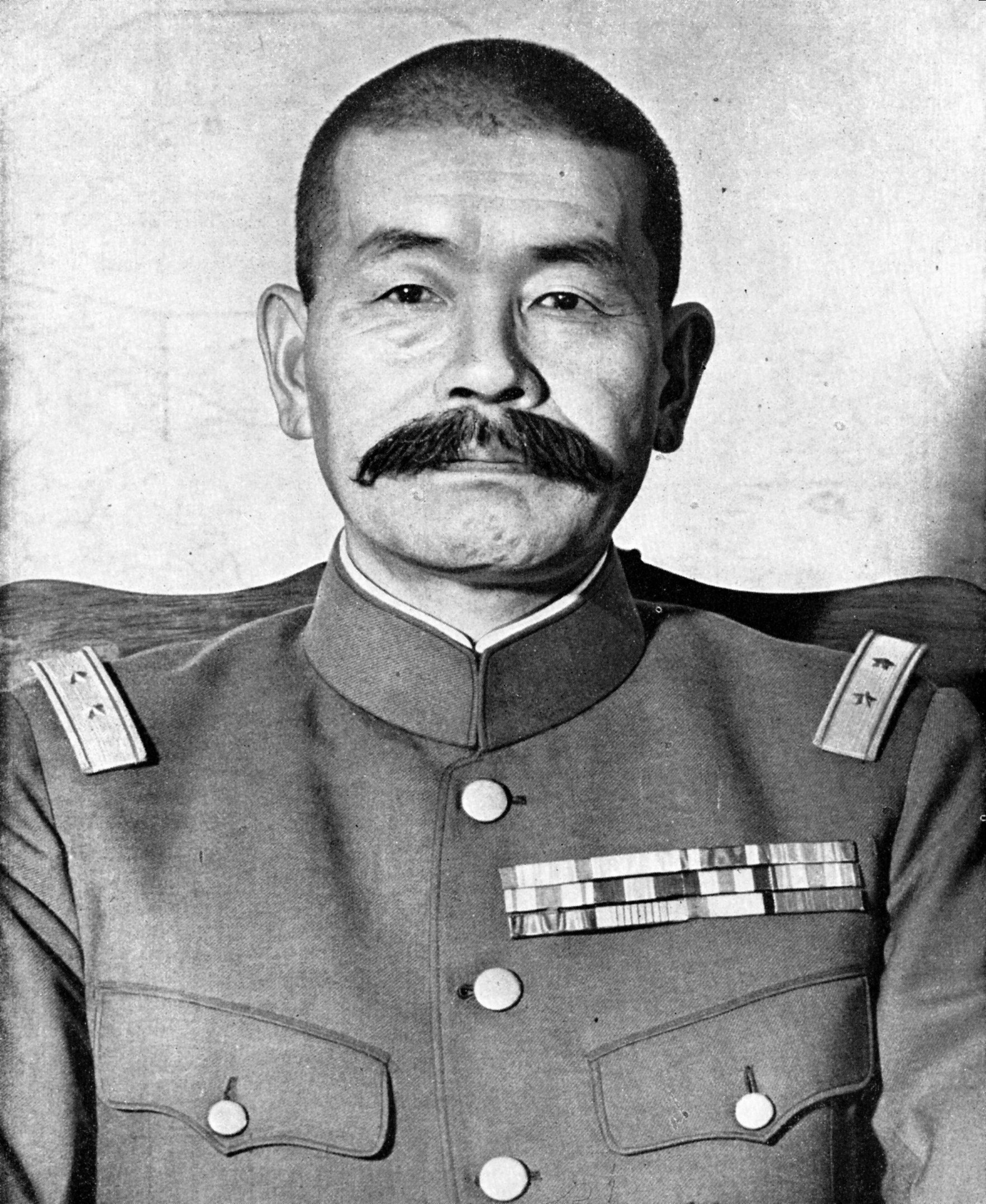
Le coup d'État échoue après que Shizuichi Tanaka a convaincu les officiers rebelles de rentrer chez eux. Il se suicide neuf jours plus tard.

Le 14 août vers 21 h 30, Hatanaka et ses proches définissent leur plan. Le second régiment de la garde impériale devait entrer dans le palais, deux fois plus nombreux que les effectifs du bataillon déjà présent sur place, sûrement mis en place contre de possibles coups d'État. Hatanaka et le lieutenant colonel Jirō Shiizaki avaient réussi à rallier le commandant du second régiment, le colonel Toyojirō Haga, à leur cause en lui avouant (ce qui était faux) qu'Anami, Umezu et les commandants de l'armée du district de l'est et de la garde impériale allaient participer de leur côté au coup d'État. Hatanaka était aussi allé s'entretenir avec le général Shizuichi Tanaka, commandant de l'armée du district de l'est, pour essayer de le rallier. Tanaka avait refusé et ordonné à Hatanaka de rester chez lui, ce qu'il ne fit pas.
À l'origine, Hatanaka envisageait simplement d'occuper le palais dans l'espoir que ce début de rébellion inciterait l'armée à s'opposer à la décision de capituler. Cet espoir aveugle guidait le plan de Hatanaka malgré le peu de soutien de ses supérieurs. Après avoir défini tous les objectifs, Hatanaka et ses complices décident que la garde devait prendre le palais à deux heures du matin. Pendant les heures qui allaient suivre, ils devaient essayer de rallier les commandants de l'armée. Pendant ce temps, le général Anami se suicida (seppuku), laissant le message suivant : « Je - avec ma mort - m'excuse humblement à l'empereur pour le grand crime ». On ne sait pas si le grand crime en question désigne la défaite de la guerre ou le coup d'État.

### Occupation du palais
Vers 1 h du matin, Hatanaka et ses complices encerclent le palais. Hatanaka, Shiizaki et le capitaine Shigetarō Uehara (de l'Académie de l'Air de l'Armée impériale japonaise) se rendent au bureau du lieutenant général Takeshi Mori pour essayer de le rallier. Ce dernier est alors avec son beau-frère Michinori Shiraishi. La collaboration de Mori, en tant que commandant de la première division de la garde impériale, est cruciale. Lorsque celui-ci refuse, Hatanaka le tue de peur qu'il ordonne à ses hommes de l'arrêter. Uehara tue en même temps Shiraishi. Ce seront les deux seuls assassinats du coup d'État. Hatanaka utilise ensuite le cachet officiel du général Mori pour autoriser l'ordre stratégique n° 584, un faux créé par les conspirateurs afin d'augmenter les effectifs des forces occupant le palais impérial et les bureaux du ministère de la maison impériale et ainsi « protéger » l'empereur.
Les gardes du palais sont désarmés et toutes les entrées sont bloquées. Durant la nuit, les conspirateurs captureront 18 personnes dont des employés du ministère mais aussi de NHK sur place pour enregistrer le discours de la capitulation.
Les rebelles, menés par Hatanaka, passent les heures suivantes à rechercher en vain le ministre de la Maison impériale, Sōtarō Ishiwatari, le gardien du sceau privé du Japon, Kōichi Kido, ainsi que les enregistrements du discours de la capitulation. Les deux hommes se sont en fait cachés dans le « coffre-fort », une chambre de sécurité située sous le palais. Les recherches sont rendues plus difficiles par une coupure d'électricité résultant des bombardements alliés, et par l'organisation et la disposition intérieure archaïques du ministère de la Maison impériale (les noms des pièces sont par exemple incompréhensibles pour les rebelles). Ceux-ci capturent néanmoins le chambellan du Japon Hisanori Fujita qui, sous l'avertissement de Hatanaka qui menace de le tuer avec son épée, leur ment en leur disant qu'il ignore où se trouvent les deux hommes recherchés et les enregistrements. Durant les recherches, les rebelles coupent presque tous les fils téléphoniques pour empêcher leurs prisonniers de communiquer avec l'extérieur.
Au même moment, à Yokohama, un autre groupe de rebelles mené par le capitaine Takeo Sasaki se rend au bureau du Premier ministre Suzuki pour l'assassiner. Lorsqu'ils tombent sur un bureau vide, ils mitraillent la pièce et incendient le bâtiment avant de s'enfuir. Hisatsune Sakomizu avait en fait averti Suzuki qui s'était échappé quelques minutes avant l'arrivée des rebelles. Ceux-ci se dirigent ensuite vers le domicile de Hiranuma Kiichirō, toujours dans le but d'assassiner la cible. Ce dernier s'enfuit par une porte sur le côté et les rebelles incendient sa maison. Suzuki passe le reste du mois d'août sous protection policière, dormant chaque nuit dans un lit différent.

### Retraite
Vers trois heures du matin, Hatanaka est informé par le lieutenant-colonel Masataka Ida que l'armée du district de l'est est en route pour le palais pour arrêter les rebelles et leur conseille d'abandonner. Finalement, voyant son plan s'écrouler petit à petit, Hatanaka demande à Tatsuhiko Takashima, commandant de l'armée du district de l'est, dix minutes à la radio NHK pour expliquer aux Japonais ce qu'il espérait faire et pourquoi, mais cela lui est refusé. Le colonel Haga, commandant du second régiment de la garde impériale, réalise alors que l'armée ne soutient pas la rébellion et ordonne à Hatanaka de quitter le palais.
Juste avant 5 h du matin, pendant que les rebelles continuaient toujours leurs recherches, Hatanaka se rend aux studios NHK et, armé d'un pistolet, essaye désespérément de parler à la radio pour expliquer son acte. Une heure plus tard, après avoir reçu un appel de l'armée du district de l'est, Hatanaka se rend finalement et sort du studio.
À l'aube, Shizuichi Tanaka apprend que le palais a été occupé. Il s'y rend pour rencontrer les officiers rebelles, les blâmant d'agir contre l'esprit de l'armée japonaise et les convainc finalement de retourner à leurs baraquements. Vers huit heures du matin, la rébellion est matée, les rebelles n'étant pas parvenus à trouver les enregistrements du discours de la capitulation malgré l'occupation du palais durant la nuit.
Hatanaka, à moto, et Shiizaki, à cheval, sillonnent ensuite les rues en lançant des tracts pour expliquer leurs motivations et leurs actes. Vers onze heures le 15 août, moins d'une heure avant la diffusion du message de l'empereur, Hatanaka se tire une balle dans la tête et Shiizaki se poignarde avant de se tuer avec une arme à feu. On retrouvera dans la poche de Hatanaka son poème d'adieu : « Je n'ai rien à regretter maintenant que les nuages noirs ont disparu du règne de l'empereur. »